# 란포R
《란포R》(乱歩R)은 2004년 1월 12일부터 3월 15일까지 니혼 TV 방송망에서 방송된 텔레비전 드라마이다. 총10화이며, 평균시청률 5.7%를 기록했다.

## 개요
에도가와 란포의 명작을 현대풍으로 각색한 1화 완결 추리 드라마이다.

## 출연진
- 3대 아케치 고고로 - 후지이 다카시
- 호리코시 마나부 - 가케이 도시오
- 유키 - 혼조 마나미
- 라이도 소장 - 기시베 잇토쿠
- 고바야시 노인 - 오타키 히데지

게스트
- 간노 미호
- 나카마 유키에
- 나리미야 히로키
- 이시가키 유마
- 야나기바 토시로
- 이가와 하루카
- 시라이시 미호
- 이시카와 리카
- 마쓰시게 유타카
- 후세 아키라
- 미나미노 요코

## 제작진
- 원작: 에도가와 란포
- 제작협력: 요시모토 흥업
- 제작: 요미우리TV방송

## 주제가
- 페이레이
  - 주제가: 〈네가이〉
  - 여는 곡: 〈look into my eyes〉